# Richard Dix
Richard Dix (født 18. juli 1893, død 20. september 1949) var en amerikansk filmskuespiller, der opnåede popularitet i både stum- og lydfilm.
Hans standard film-image, var den barske og gæve helt. Han blev nomineret til en Oscar for bedste mandlige hovedrolle for sin præstation i den episke bedste film-vindende, Cimarron (1931).